# 大塚亮一
大塚 亮一（おおつか りょういち、1974年10月23日 - ）は、日本の税理士、実業家、馬主。

## 経歴・人物
大塚総合経営グループ代表として、大阪府大阪市に本社を置く大塚総合税理士法人代表、株式会社大塚総医研代表、社会福祉法人緑地福祉会理事長を務める。
2020年12月25日、女優のおりもりおと結婚。2022年6月1日には第一子が誕生している。
尊敬する人物は武豊と原辰徳、趣味は乗馬。

## 馬主活動

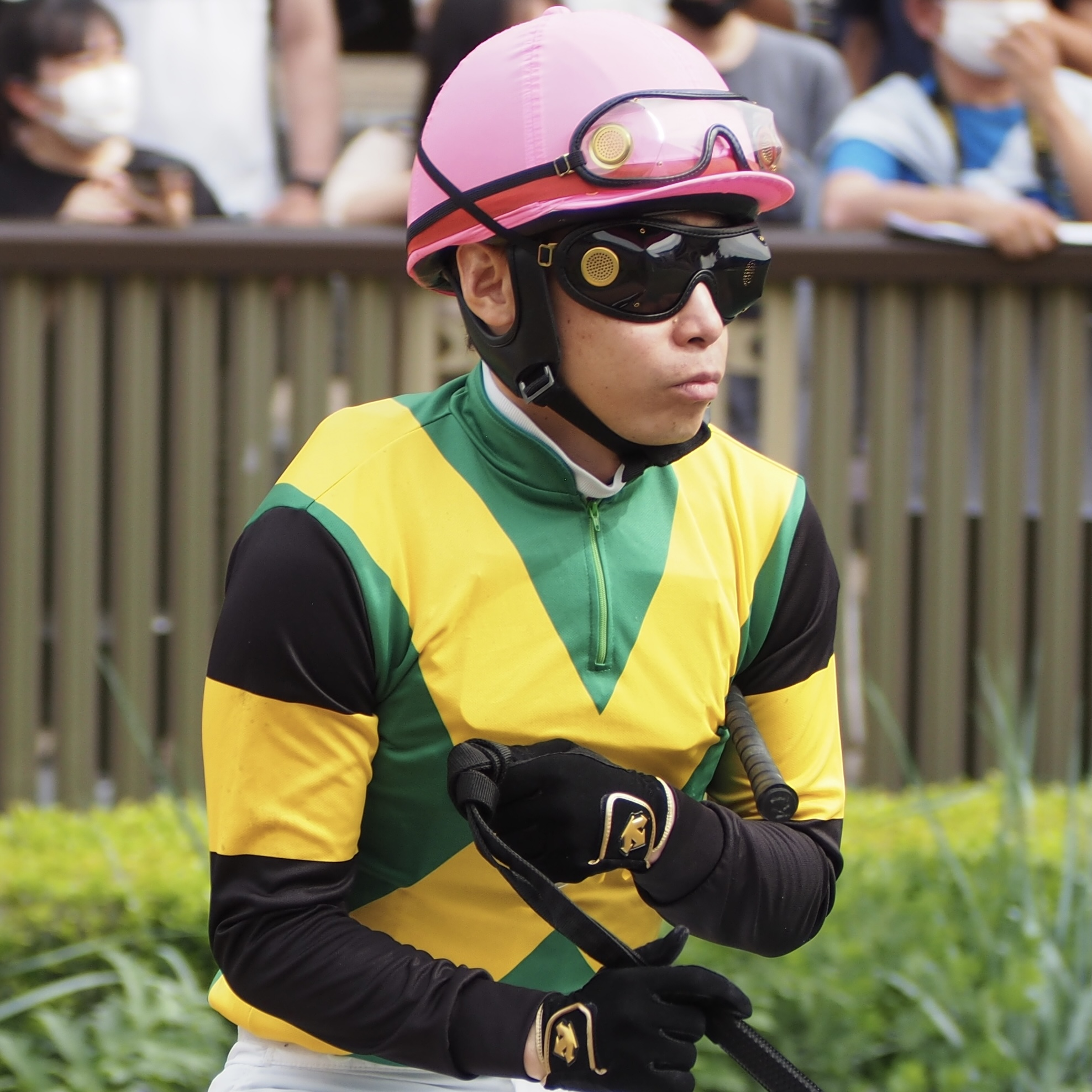
大塚の勝負服を着用した池添謙一

日本中央競馬会（JRA）および地方競馬全国協会（NAR）に登録する馬主としても知られる。勝負服の柄は、「小国が大国に対して立ち向かっていく」姿勢に感銘を受けたという陸上競技選手、ウサイン・ボルトの出身国ジャマイカの国旗の配色より緑、黄十字襷、黒袖黄一本輪、冠名は特に用いない。
幼い頃にテレビで競馬中継をたまたま見たことから競馬に関心を持つようになり、1990年の有馬記念、オグリキャップのラストランで鞍上を務め、同馬を勝利に導いた武豊を見て騎手になることを志した。しかし父親から理解をなかなか得ることができず、高校3年生の時に一度だけ競馬学校の受験を認められるも不合格、騎手になることは叶わなかった。

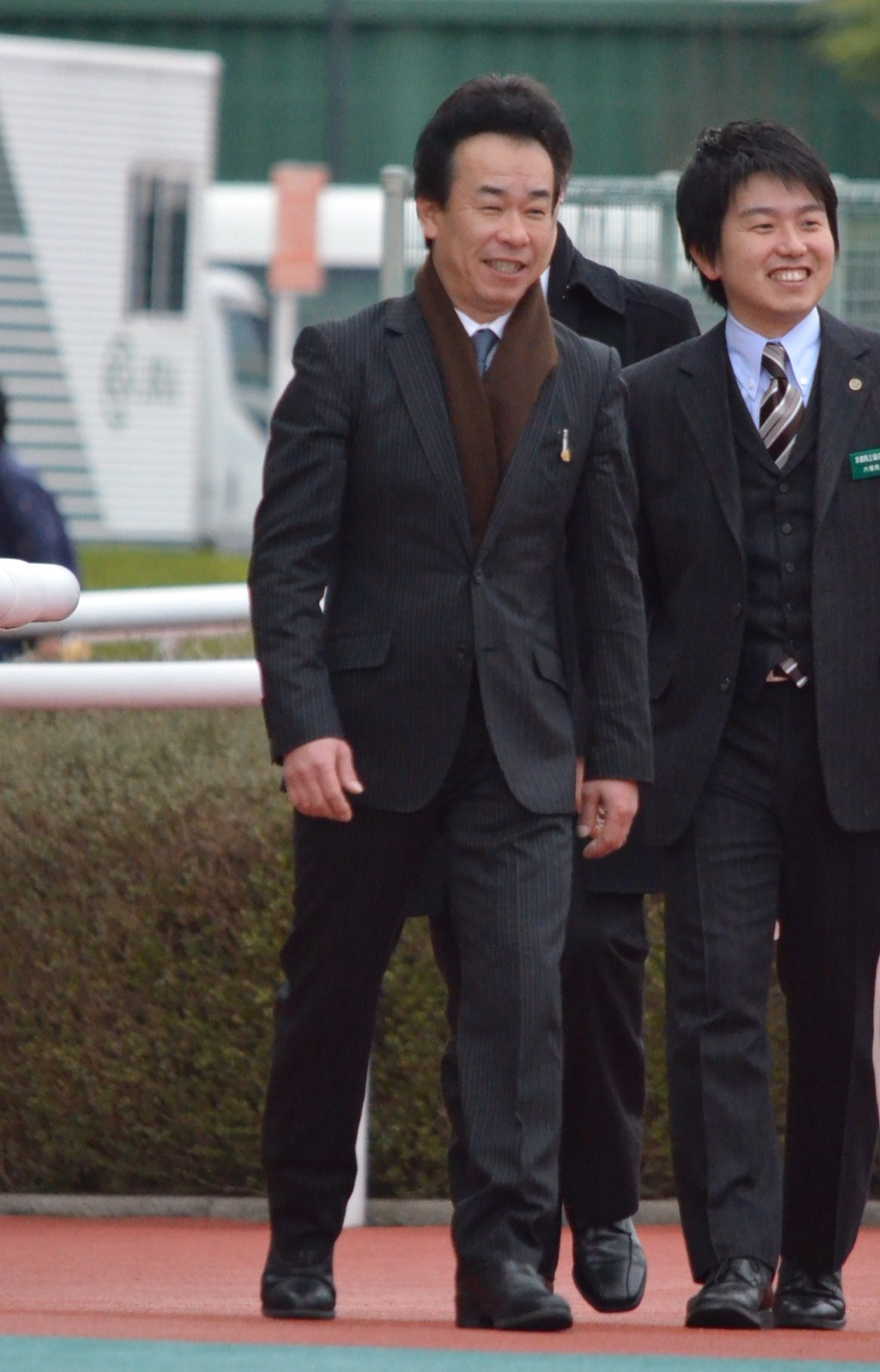
2012年の大塚（右）と藤原英昭（左）

馬主資格を取得した2008年頃に一口馬主としてクラブ法人での所有も開始、最初の所有馬は2009年の皐月賞馬となるアンライバルドであった。これ以降も個人馬主と一口馬主を並行して活動。なお、代表的な所有馬であるワールドプレミアと同名の競走馬に社台サラブレッドクラブで出資経験があり、かつその命名者は大塚であるため、大塚は「ワールドプレミア」という馬名を2度命名していることとなる。また、大塚の個人所有馬のワールドプレミアの全兄で、大塚の出資馬であったワールドエースも大塚の命名である。
馬を選ぶ際には馬体も血統も見るといい、自らが実際に見て納得した馬しか買わないという。日本国外のセリにも自ら足を運んでいる。
同じ馬主として、近藤利一（故人）、その近藤を介して知り合った佐々木主浩と交友がある。近藤は、自身の所有馬のレースが終わっても大塚の所有馬の応援のため最終レースまで競馬場に残ってくれたという。このような繋がりもあり、近藤の死後、一部の所有馬の名義が大塚に変更されている。

### 来歴
- 2008年 - 馬主資格取得[7]。
- 2017年 - 府中牝馬ステークスをクロコスミアで制し、重賞初制覇[1][7]。
- 2019年 - 菊花賞をワールドプレミアで制し、GI級競走初制覇[9]。

## 主な所有馬

### GI級競走優勝馬
- ワールドプレミア（2019年菊花賞、有馬記念3着、2021年天皇賞・春）

### 重賞競走優勝馬
- クロコスミア（2017年府中牝馬ステークス、2017年 - 2019年エリザベス女王杯2着）

### その他の所有馬
- サージェントバッジ（2016年アンタレスステークス3着）
- ラインハート[注 2]（2017年JBCレディスクラシック3着、クイーン賞3着、2018年TCK女王盃3着）
- ベイビーステップ（2021年清秋ジャンプステークス）
- スイーズドリームス（種牡馬）

### 主な出資馬
- アンライバルド[1][7]
- ワールドエース[8]
- リアルスティール[7]